# Pidurutalagala
Pidurutalagala (inaczej Mount Pedro) – najwyższy szczyt Sri Lanki o wysokości bezwzględnej 2524 m n.p.m., położony około 90 km na wschód od stolicy kraju – Sri Dźajawardanapura Kotte, tuż za miastem Nuwara Eliya. Współrzędne geograficzne góry: 7° 00' N; 80° 47' E. Najbliższy szczyt o większej wysokości znajduje się 539 km na północny zachód od Pidurutalagali i jest to Anai Mudi w Ghatach Zachodnich.
Obecnie obszar, na którym znajduje się Pidurutalagala, jest zmilitaryzowany. Na szczyt nie ma więc wstępu dla osób cywilnych i wszelkiego ruchu turystycznego.